# Guincourt
Guincourt ist eine französische Gemeinde mit 74 Einwohnern (Stand: 1. Januar 2022) im Département Ardennes in der Region Grand Est (bis 2015 Champagne-Ardenne). Sie gehört zum Arrondissement Vouziers, zum Kanton Attigny sowie zum Gemeindeverband Crêtes Préardennaises.

## Geographie
Guincourt liegt am Fluss Saint-Lambert, etwa 20 Kilometer nordöstlich von Rethel.
Nachbargemeinden sind Saint-Loup-Terrier im Norden und Nordosten, Tourteron im Südosten und Süden sowie Écordal im Westen.

## Bevölkerungsentwicklung
| Jahr                       | 1962 | 1968 | 1975 | 1982 | 1990 | 1999 | 2005 | 2018 |
| -------------------------- | ---- | ---- | ---- | ---- | ---- | ---- | ---- | ---- |
| Einwohner                  | 122  | 99   | 85   | 77   | 78   | 95   | 99   | 86   |
| Quellen: Cassini und INSEE |      |      |      |      |      |      |      |      |

## Sehenswürdigkeiten

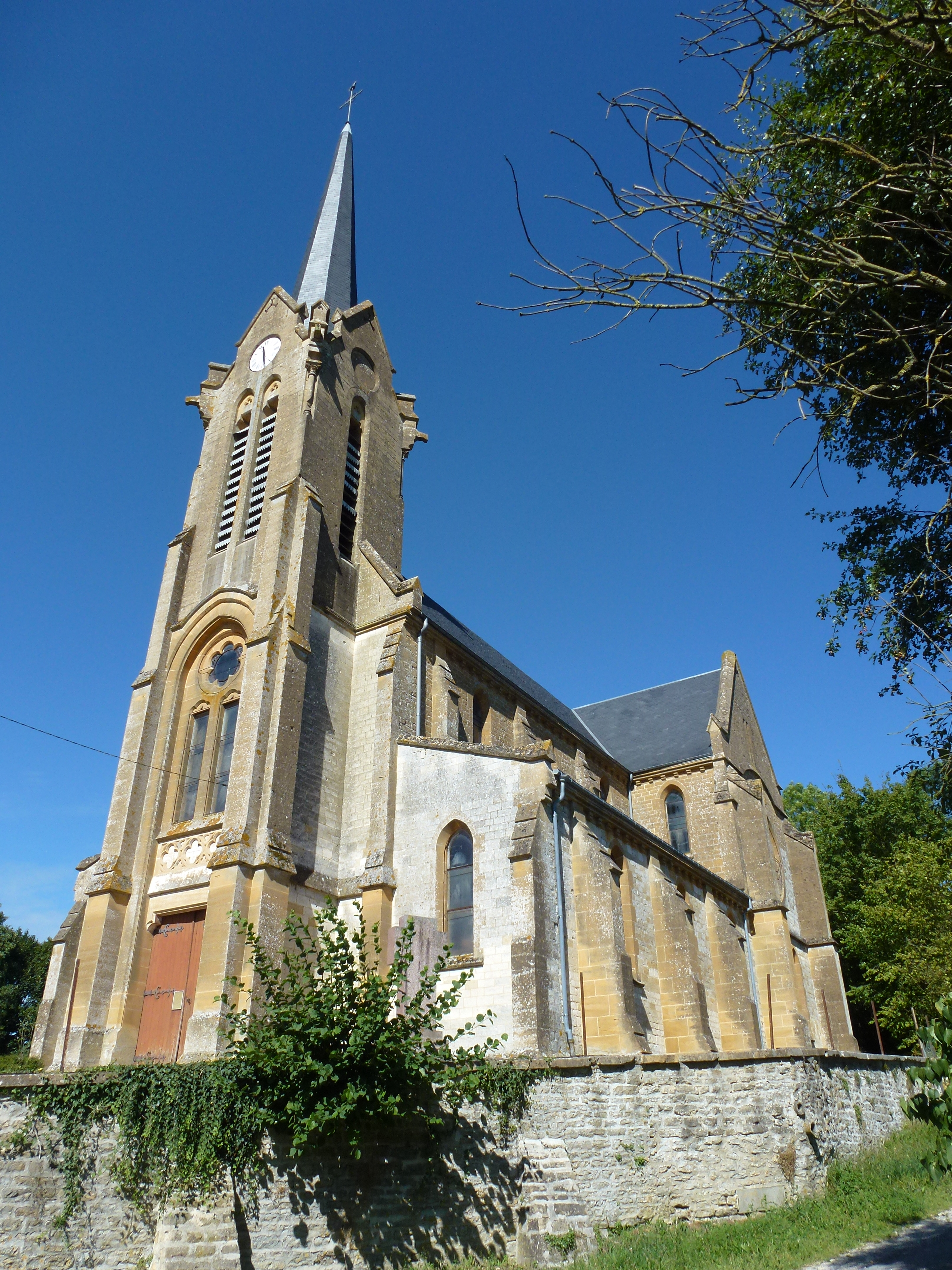
Kirche Saint-Martin

- Kirche Saint-Martin